# Celebrity Island with Bear Grylls
Celebrity Island with Bear Grylls est une émission de télé-réalité d'aventure, diffusée sur la chaîne anglaise Channel 4 à partir de 2016. Elle est animée par Bear Grylls. C’est la version avec des célébrités de The Island.

## Principe
« Une seule règle : survivre ». Un groupe de célébrités doit tenter de survivre sans aide extérieure sur une île déserte pendant plusieurs jours. Il n'y a ni équipe, ni concurrence, ni épreuve, pas non plus de gain à la fin.
Ils disposent aussi de caméras et de micros pour filmer eux-mêmes leur aventure. Aucune équipe de production n'est présente lors du tournage.
En cas d'urgence, une équipe de secours est mobilisable et peut rejoindre l'île en 10 minutes (pour soins, évacuation...).

## Déroulement des saisons

### Saison 1 (2016)
La première saison a été diffusée du 18 septembre 2016 au 9 octobre 2016. 
| Célébrité       | Occupation                            | Durée dans l'émission | Résultat           |
| --------------- | ------------------------------------- | --------------------- | ------------------ |
| Dr. Dawn Harper | Animateur d’Embarrassing Bodies       | Épisodes 1 à 5        | Expérience réussie |
| Dom Joly        | Comédien dont Trigger Happy TV        | Épisodes 1 à 5        | Expérience réussie |
| Josie Long      | Comédien de Stand-up et présentateur  | Épisodes 1 à 5        | Expérience réussie |
| Karen Danczuk   | Personnalité de télévision            | Épisodes 1 à 5        | Expérience réussie |
| Lydia Bright    | Vedette de The Only Way Is Essex      | Épisodes 1 à 5        | Expérience réussie |
| Mark Jenkins    | Vedette de The Hotel                  | Épisodes 1 à 5        | Expérience réussie |
| Ollie Locke     | Vedette de Made in Chelsea            | Épisodes 1 à 5        | Expérience réussie |
| Zöe Salmon      | Ancienne animatrice de Blue Peter     | Épisodes 1 à 5        | Expérience réussie |
| Thom Evans      | Joueur de rugby et frère de Max Evans | Épisodes 1 à 2        | Abandon            |
| Aston Merrygold | Ancien membre des JLS et chanteur     | Épisodes 1 à 2        | Abandon            |

- Thom a participé en 2014 à la saison 12 de Strictly Come Dancing. En 2019 il participera à la version célébrité de The X Factor.
- Aston participera en 2017 à la saison 15 de Strictly Come Dancing.
- Ollie a été finaliste en 2014 à la saison 13 de Celebrity Big Brother.

### Saison 2 (2017)
La deuxième saison a été diffusée du 29 août 2017 au 26 septembre 2017. 
| Célébrité         | Occupation                                             | Durée dans l'émission | Résultat           |
| ----------------- | ------------------------------------------------------ | --------------------- | ------------------ |
| Dr. Sara Kayat    | Docteur dans l’émission This Morning                   | Épisodes 1 à 5        | Expérience réussie |
| Lucy Mecklenburgh | Mannequin et ancienne vedette de The Only Way Is Essex | Épisodes 1 à 6        | Expérience réussie |
| Shazia Mirza      | Comédienne de Stand-up                                 | Épisodes 1 à 6        | Expérience réussie |
| Iwan Thomas       | Champion d’athlètisme                                  | Épisodes 1 à 6        | Expérience réussie |
| Ryan Thomas       | Acteur dont Coronation Street                          | Épisodes 1 à 6        | Expérience réussie |
| Melody Thornton   | Ancienne chanteuse de The Pussycat Dolls               | Épisodes 1 à 6        | Expérience réussie |
| Sharron Davies    | Ancienne nageuse                                       | Épisodes 1 à 5        | Abandon            |
| Mark Watson       | Comédien et auteur                                     | Épisodes 1 à 5        | Abandon            |
| Jordan Stephens   | Membre de Rizzle Kicks                                 | Épisodes 1 à 4        | Abandon            |
| RJ Mitte          | Acteur dans Breaking Bad                               | Épisodes 1 à 2        | Abandon            |

- Iwan a participé en 2015 à la saison 13 de Strictly Come Dancing.
- Ryan participera et remportera Celebrity Big Brother la même année. Roxanne de la saison 3 participera à la même saison.
- Melody participera en 2019 à Dancing On Ice.

### Saison 3 (2018)
La troisième saison a été diffusée du 9 septembre 2018 au 9 octobre 2018. 
| Célébrité       | Occupation                                                        | Durée dans l'émission | Résultat           |
| --------------- | ----------------------------------------------------------------- | --------------------- | ------------------ |
| Eric Roberts    | Acteur, frère de Julia Roberts et père d'Emma Roberts             | Épisodes 1 à 6        | Expérience réussie |
| Martin Kemp     | Acteur et musicien ayant joué dans la série EastEnders            | Épisodes 1 à 6        | Expérience réussie |
| Pete Wicks      | Vedette de The Only Way Is Essex                                  | Épisodes 1 à 6        | Expérience réussie |
| James Cracknell | Double champion olympique d'aviron                                | Épisodes 1 à 6        | Expérience réussie |
| Anthony Ogogo   | Boxeur et personnalité médiatique                                 | Épisodes 1 à 6        | Expérience réussie |
| Jo Wood         | Mannequin et ancienne femme de Ronnie Wood                        | Épisodes 1 à 6        | Expérience réussie |
| Saleyha Ahsan   | Docteur et journaliste                                            | Épisodes 1 à 6        | Expérience réussie |
| Paris Lees      | Journalist et militante pour les droits des personnes transgenres | Épisodes 1 à 6        | Abandon            |
| Montana Brown   | Personnalité de télévision                                        | Épisodes 1 à 6        | Abandon            |
| Roxanne Pallett | Actrice, anciennement dans Emmerdale                              | Épisodes 1 à 5        | Abandon            |

- Eric participe entre 2010 et 2011 à l'émission Celebrity Rehab.
- Martin a été finaliste de Celebrity Big Brother 10 en 2012.
- Anthony participe en 2008 à Big Brother: Celebrity Hijack, en 2013 à Splash, et en 2015 à la 13e saison de Strictly Come Dancing.
- Jo participe a participé en 2009 à Strictly Come Dancing saison 7.
- Roxanne a participé en 2009 à la saison 4 de Dancing on Ice. Elle participera la même année à la 22e saison de Celebrity Big Brother, au côté de Ryan de la saison 2.